# Donji Katun
Donji Katun es una población rural de la municipalidad de Varvarin, en el distrito de Rasina, Serbia.

## Demografía
Hasta 2022 la población era de 762 habitantes.